# Phil Jackson
Philip Douglas Jackson (* 17. September 1945 in Deer Lodge, Montana) ist ein ehemaliger US-amerikanischer Basketballtrainer und -spieler. Mit insgesamt elf gewonnenen Meisterschaften mit den Chicago Bulls und den Los Angeles Lakers ist er der erfolgreichste Coach der NBA-Geschichte. 
Jackson ist bekannt für sein Geschick, aus „schwierigen“ Spielern eine Mannschaft zu formen. Er ist der einzige Trainer der Liga-Historie, der mehr als 70 Prozent seiner Spiele gewinnen konnte, mit einer Bilanz von 1155–485. Im April 2007 wurde Jackson in die Naismith Memorial Basketball Hall of Fame aufgenommen.

## Laufbahn

### Spielerkarriere
Jacksons Spielerlaufbahn begann 1963 an der University of North Dakota. 1967 wechselte er in die NBA; die New York Knicks hatten ihn in der zweiten Draft-Runde gewählt. Die Knicks der späten Sechziger Jahre waren gespickt mit Stars wie Walt Frazier, Willis Reed und Earl Monroe. Trainiert wurde das Team von Red Holzman, den Jackson bis heute für den besten Trainer aller Zeiten hält.
1968, zum Ende seiner Debütsaison, wurde Jackson ins NBA All-Rookie Team berufen. 1970 und 1973 gewannen die Knicks die Meisterschaft, mit Jackson als Reservespieler. 1969/70 kam er allerdings aufgrund einer Rückenverletzung die gesamte Saison über nicht zum Einsatz. Die letzten beiden Jahre seiner Karriere spielte er bei den New Jersey Nets und übernahm zugleich den Posten des Assistenztrainers der Mannschaft.

### Trainerkarriere
1980 beendete Jackson seine Spielerlaufbahn, arbeitete jedoch noch bis 1981 als Assistenztrainer bei den Nets. Danach versuchte er sich als TV-Kommentator und Trainer bei den Albany Patroons, deren Coach er von 1982 bis 1987 war. 1987 wurde er Assistenztrainer bei den Chicago Bulls, und zwei Jahre später Cheftrainer. 
Jackson war für seine lehrbuchartige Ausführung der „Triangle offense“ bekannt, die seine Teams unberechenbar machte. Ihm gelang es zudem, Michael Jordan und Scottie Pippen, die für ihre großen Egos bekannt waren, besser ins Team zu integrieren und mit den Bulls 1991 die erste Meisterschaft der Vereinsgeschichte zu gewinnen. 1992 und 1993 gelang dies erneut, bevor Jordan zurücktrat und die Titelserie abriss. 

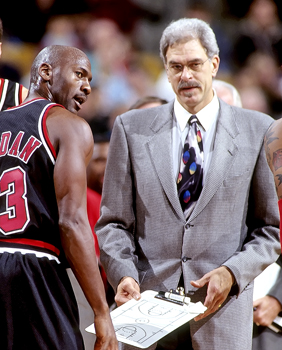
Jackson als Coach der Chicago Bulls

Nach Jordans Comeback errangen die Bulls erneut drei Meisterschaften in Serie (1996–1998). Anschließend erhielt Jackson keinen neuen Vertrag mehr, woraufhin Pippen und Dennis Rodman die Bulls verließen und Jordan erneut zurücktrat. Jackson wurde 1996 anlässlich des 50-jährigen Bestehens der NBA von ausgewählten Journalisten unter die 10 besten NBA-Coaches aller Zeiten gewählt.
1999 wurde Jackson Cheftrainer der Los Angeles Lakers. Dort hatte er es erneut mit Spielern zu tun, die für ihr großes Ego bekannt waren – Shaquille O’Neal und Kobe Bryant. Es gelang ihm die teaminternen Probleme anzugehen und er gewann die NBA-Meisterschaften 2000, 2001 und 2002. In den darauf folgenden zwei Jahren reichte es nicht zum Titel, und die Lakers trennten sich von Jackson. 
Nach einjähriger Pause kehrte Jackson auf die Trainerbank der Lakers zurück und versuchte, an die früheren Erfolge anzuknüpfen. Dies klappte 2009, als er seinen zehnten Meistertitel holte und damit Trainerlegende Red Auerbach hinter sich ließ. Ein Jahr später gewann das Team aus Los Angeles erneut die Meisterschaft.
Nach dem Aus in den NBA-Playoffs 2010/11 gab Jackson am 8. Mai 2011 seinen Rücktritt als Basketballtrainer bekannt, den er schon zu Beginn des Jahres angekündigt hatte. Obwohl er elfmal mit seinen Teams die NBA-Meisterschaft gewann, erhielt er nur einmal die Auszeichnung zum Trainer des Jahres.
2013 war bekannt geworden, dass Jackson an Prostatakrebs erkrankt war und sich eine Auszeit genommen hatte. Sein Nachfolger bei den Lakers wurde Mike Brown.
Im März 2014 wurde vermeldet, dass Jackson der neue Teampräsident – sein erstes Engagement als solcher – bei den New York Knicks werden und 12 Millionen Dollar pro Jahr erhalten sollte. Er wurde im Juni 2017 aufgrund von Unzufriedenheit im Team entlassen. So hatte er versucht, die beiden Starspieler Carmelo Anthony und Kristaps Porziņģis zu transferieren.

## Werke
- Phil Jackson: Eleven Rings. Virgin Books, London 2015, ISBN 978-0-7535-5638-2.